# Ambühl
Ambühl und Ambiel sind Deutschschweizer Familiennamen.

## Herkunft und Bedeutung
Ambühl und Ambiel sind Wohnstättennamen. Bühl bzw. Biel ist ein altes Wort für Hügel, eng verwandt mit «biegen». Sie lebten also wörtlich «am Bühl», also am Fuss oder oben auf einem Hügel. Im Wallis und in der Innerschweiz spricht man Bühl als Biel aus, daher heisst ein Zweig aus Leuk Ambiel. Ambühl war vor 1800 in mehreren Kantonen vertreten, vor allem in den Hügel- und Bergregionen; Ambiel in Giswil, Leuk und Agarn.
Per 2022 trugen 927 Personen in der Schweiz den Namen Ambühl und 48 Personen den Namen Ambiel. Die Gemeinde mit den meisten Ambühls im Jahr 2022 ist in absoluten Zahlen Davos mit 95 Trägern (0,9 % der dortigen Bevölkerung), relativ ist es Masein mit 13 Trägern (2,5 % der Bevölkerung). Ambiel findet man per 2022, wie schon vor 1800, vor allem in Leuk (25) und Giswil (5).

## Namensträger
- Andres Ambühl (* 1983), Schweizer Eishockeyspieler
- Annemarie Ambühl, deutsche Altphilologin
- Balthasar Ambuel (1583–1660), Schweizer Politiker und Offizier
- Beatrice Bölsterli-Ambühl (1917–1992), Schweizer Frauenrechtlerin
- Elias Ambühl (* 1992), Schweizer Freestyle-Skisportler
- Ernst Ambühl (bl. 1924), Geologe
- Fabienne Ambühl (* 1986), Schweizer Jazz- und Improvisationsmusikerin
- Gaudenz Ambühl (* 1954), Schweizer Skilangläufer
- Heinz Ambühl (1928–2007), Schweizer Hydrologe
- Heinz Ambühl (Sportschütze), Schweizer Sportschütze, Olympiateilnehmer 1948
- Johann Ludwig Ambühl (1750–1800), Schweizer Verwaltungsbeamter und Schriftsteller
- Joos Ambühl (* 1959), Schweizer Skilangläufer
- Joseph Ambühl (1873–1936), römisch-katholischer Bischof im Bistum Basel
- Lini Sutter-Ambühl (* 1951), Schweizer Kirchenratspräsidentin der evangelisch-reformierten Landeskirche Graubünden
- Michael Ambühl (* 1951), Schweizer Mathematiker und Beamter
- Rudolf Ambühl (1499–1578), Schweizer Humanist, siehe Rudolfus Collinus